# Robert Brunet
Robert Brunet (ur. 8 marca 1903 roku, zm. 30 listopada 2001 roku) – francuski kierowca wyścigowy.

## Kariera
W swojej karierze wyścigowej Brunet poświęcił się startom w wyścigach Grand Prix oraz w wyścigach samochodów sportowych. W latach 1937, 1939, 1949 Francuz pojawiał się w stawce 24-godzinnego wyścigu Le Mans. W pierwszym sezonie startów uplasował się na siódmej pozycji w klasie 5, a w klasyfikacji generalnej był 25. Po wojnie odniósł zwycięstwo w klasie S 5.0, plasując się jednocześnie na piątym miejscu w klasyfikacji generalnej.